# Mambajao
Mambajao é um município de  terceira classe de renda municipal (d) na província Camiguin, nas Filipinas. De acordo com o censo de 1 de maio  de  2020 possui uma população de 41 094 pessoas e 9 351 domicílios.